# Phil Kelly (Fußballspieler, 1939)
James Philip Vincent „Phil“ Kelly (* 10. Juli 1939 in Dublin; † 16. August 2012 in Norwich) war ein irischer Fußballspieler. Er wurde zumeist als rechter Verteidiger eingesetzt und war Teil des erweiterten Kaders der Wolverhampton Wanderers, die in den Spielzeiten 1957/58 und 1958/59 zwei englische Meisterschaften in Serie gewannen.

## Sportlicher Werdegang
Kellys Eltern zogen mit dem damals achtjährigen Phil aus Irland ins englische Birmingham, wo er zur Schule ging. Bevor Kelly seine Profilaufbahn bei den Wolverhampton Wanderers im September 1957 startete, hatte er das Fußballspielen bei Sheldon Town und Brockhill erlernt.
Er gehörte zunächst zur Jugendauswahl der Wolverhampton Wanderers, die 1958 den FA Youth Cup gewann (nach einem Sieg im Finale gegen den FC Chelsea). Danach kam er unter Cheftrainer Stan Cullis gegen Ende der Saison 1958/59, in der die „Wolves“ den englischen Meistertitel erfolgreich verteidigten, zu seinem Debüt gegen die Bolton Wanderers auf der rechten Abwehrseite. Dabei vertrat er den verletzten Eddie Stuart und wurde dabei seinem Reservemannschaftskollegen Gwyn Jones vorgezogen. Die Partie endete mit einem 2:2-Remis, wobei Kelly einen Elfmeter an Nat Lofthouse verursachte, der Bolton half, einen 0:2-Zwischenstand 18 Minuten vor Schluss zu egalisieren. Es blieb er einzige Einsatz für ihn in diesem Jahr und in der Saison 1959/60 bestritt er vier Ligapartien in Serie für Wolverhampton, nachdem er kurz zuvor in einem Freundschaftsspiel gegen Celtic Glasgow überzeugt hatte. Vier weitere Meisterschaftspartien folgten in der Spielzeit 1960/61, darunter ein 5:1 beim FC Arsenal im letzten Auswärtsspiel, und ein weiterer Einsatz gegen Austria Wien im Europapokal der Pokalsieger. Seine ertragreichste Zeit war die Saison 1961/62, als er siebenmal in der Liga und in der dritten Runde des FA Cups gegen Carlisle United zum Zuge kam. Sein Abschied gestaltete sich besonders enttäuschend mit einer deftigen 2:7-Niederlage gegen den FC Blackpool im Januar 1962. Er agierte dabei nun auf der linken Seite und nur eine Woche später feierte der spätere „Dauerbrenner“ Bobby Thomson dort seine Premiere. Im Sommer 1962 erhielt Kelly, der fünf Länderspiele zu Beginn der 1960er für Irland absolviert hatte, von Cullis die Freigabe für einen Wechsel. So heuerte Kelly, der stets unter der großen Konkurrenz von Spielern wie George Showell, Gerry Harris und Eddie Stuart litt, beim Zweitligisten Norwich City an – kurz zuvor hatten bereits Jones, Stuart und Vic Cockcroft den Klub verlassen.
Drei Wochen nach der Vertragsunterzeichnung bestritt er für Norwich am 12. September 1962 sein erstes Spiel. Insgesamt stand er 114 Mal bei Ligapartien der „Kanarienvögel“ in der Startelf und er schoss zwei Tore. Er war in mehr als vier Jahren Stammspieler in einer Defensivreihe mit Mannschaftskameraden wie Joe Mullett und Bryan Thurlow, bevor er nach einer schweren Knieverletzung am 10. Dezember 1966 letztmals für Norwich auflief (pikanterweise gegen seinen Ex-Klub aus Wolverhampton (1:2)). Als weitere Randnotiz gilt ein Einsatz gegen Northampton Town als Torwart nach einer Hinausstellung von Kevin Keelan, bei dem er ohne Gegentreffer blieb.
Verletzungsbedingt endete kurz darauf Kellys Profikarriere und er arbeitete später erfolgreich bei Amateurvereinen wie Lowestoft Town (als Spielertrainer von 1967 bis Juni 1969 in der Eastern Counties League), Newmarket Town, Thetford Town (Januar 1971 bis Mai 1972), Reepham Town und wieder Thetford Town (ab 1974). Neben dem Fußball war er trotz eines künstlichen Kniegelenks ein passionierter Golfspieler. Nach längerer Krankheit verstarb er im Alter von 73 Jahren in seiner Heimat in der Nähe von Norwich.

## Titel/Auszeichnungen
- FA Youth Cup (1): 1958